# Cecilia Morel
Pour les articles homonymes, voir Morel.
María Cecilia Morel Montes, née le 14 janvier 1954 à Santiago, est la veuve de Sebastián Piñera, président de la république du Chili du 11 mars 2010 au 11 mars 2014 et du 11 mars 2018 au 11 mars 2022. Elle fait office, à ce titre, de Première dame du Chili.

## Biographie
Cecilia Morel est la quatrième enfant d'une fratrie de sept. Elle est la fille de Eduardo Morel Chaigneau, ingénieur et frère du ministre chilien William Thayer, et Paulina Montes Brunet, mère au foyer. Elle étudie au collège Jeanne d'Arc de Santiago.
En 1973, à l'âge de 19 ans, elle rencontre et fréquente Sebastián Piñera, son voisin d'Avenida Américo Vespucio. Ils se marient le 5 novembre de la même année, et le couple part aux États-Unis où Sebastián Piñera doit suivre des études d'économie.
Le couple a quatre enfants, Magdalena, Cecilia, Juan Sebastián et Cristóbal.